# Bully-les-Mines

Bully-les-Mines este o comună în departamentul Pas-de-Calais, Franța. În 1 ianuarie 2022 avea o populație de 12.172 de locuitori.